# Фрейзер, Хью (художник)
Хью Фрейзер (англ. Hugh Frazer; 1795, Дромор, Ольстер — 1865, Дублин) — ирландский художник, пейзажист и баталист.

## Жизнь и творчество
Родился в городке Дромор, графство Даун, в Северной Ирландии, в семье живописца Хью Фрейзера и его супруги, Агнес Диксон, по материнской линии внучки священника (реверенда) Александра Кольвилла из Дромора. Начальное художественное образование Хью получил в Дублинской художественной школе при Дублинском обществе живописцев, куда поступает в 1812 году. Продолжил учёбу в Королевской Ирландской академии (Royal Hibernian Academy) в Дублине. В мае 1830 года становится ассоциативным членом этой академии, с 1837 года — член академии. Профессор живописи в Королевской Ирландской академии с 1839 до 1853 года. Сохранял членство в ней до 1864 года. 
С 1834 года жил в Белфасте. Постоянный участник художественных выставок Королевской Ирландской академии с 1826 и вплоть до 1864 года. Так, на выставке в 1838 году участвовали 8 полотен Хью Фрейзера. В 1825 году в Белфасте в свет выходят «Эссе о живописи» (англ. Essay on Painting) Хью Фрейзера.
Был президентом Объединения художников, основанного в Белфасте в 1836 году.

## Галерея

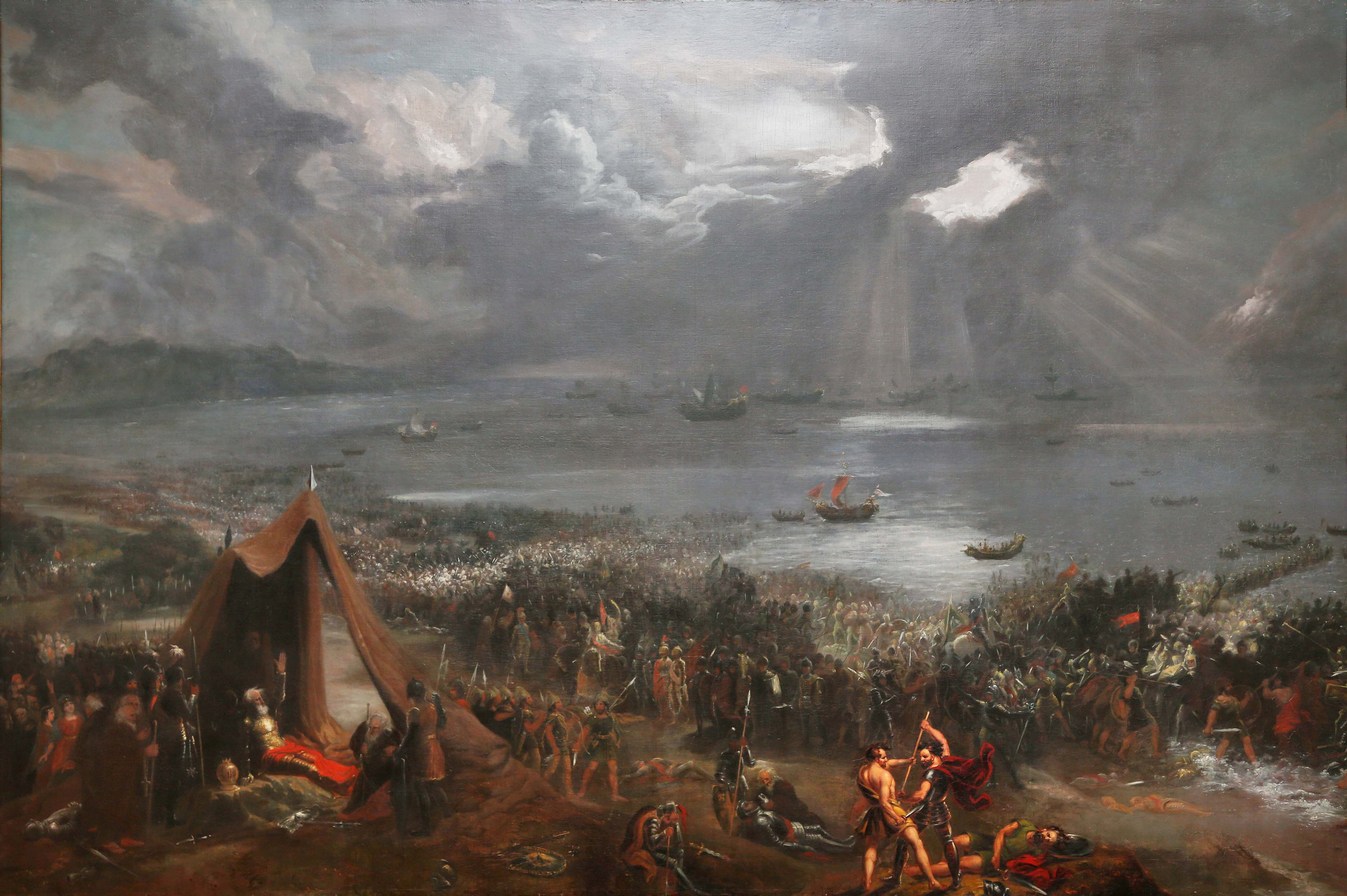
Битва при Клонтарфе (1826)
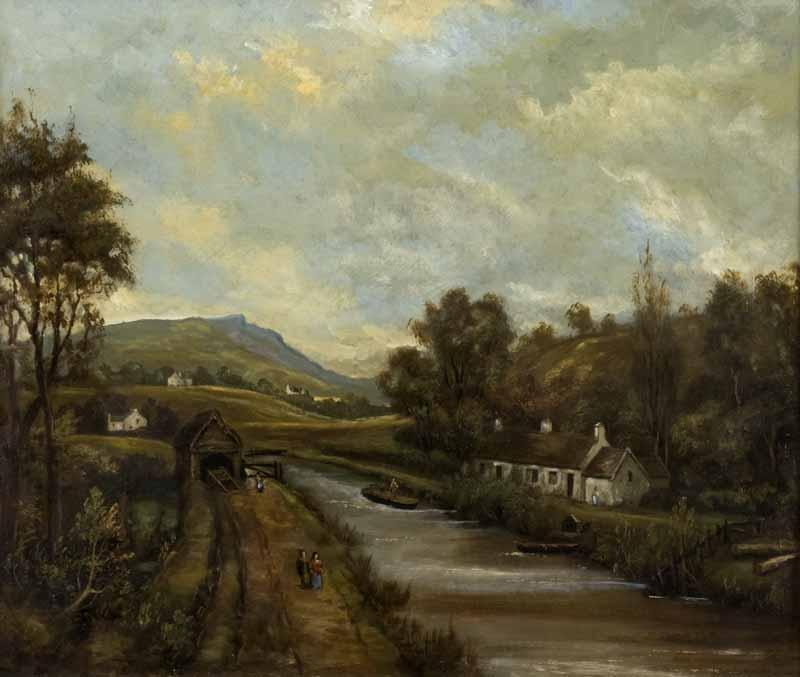
Коувхилл со стороны ручья
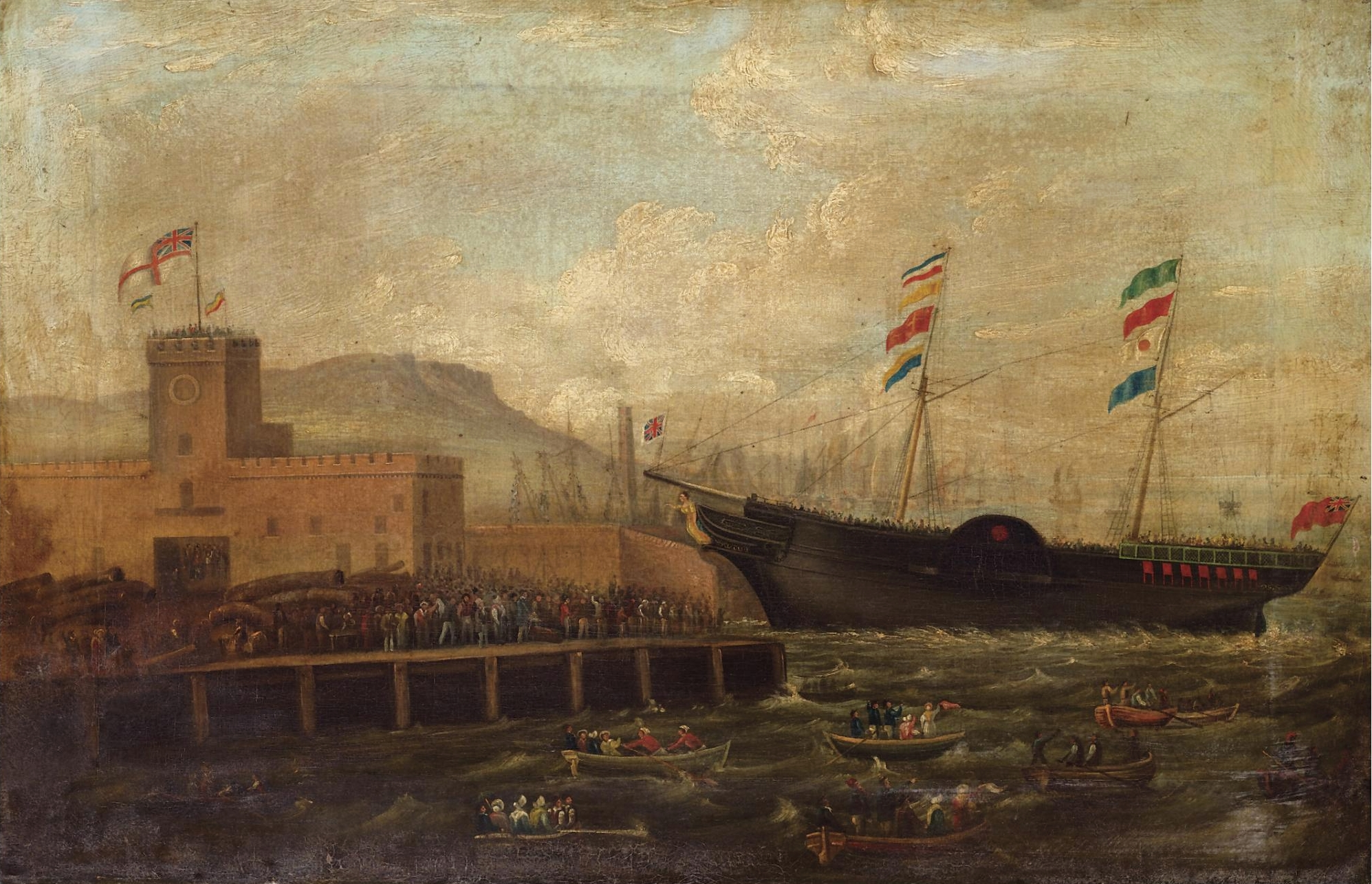
Вход флотского флагмана «Аврора» в гавань Белфаста (1839)